# Stone Aerospace

Logotipo da Stone Aerospace.

A Stone Aerospace  é uma empresa de engenharia aeroespacial fundada pelo engenheiro e explorador Bill Stone, localizado em Del Valle, um subúrbio de Austin, Texas.

## História
Bill Stone começou a Stone Aerospace como uma consultoria de negócios, em 1999, a tempo parcial, momento em que ele estava trabalhando no National Institute of Standards and Technology. Na época, Stone já tinha uma extensa experiência em exploração subterrânea e subaquática, que o levou a desenvolver várias tecnologias para novas capacidades de exploração humanos. Neste contexto, e em particular o sucesso do Projeto Wakulla II em Wakulla Springs, Flórida, que empregava mapeador de parede digital de navegação humana de Stone, levou a questionamentos sobre se seria possível conceber um autonomous underwater vehicle, que poderia explorar por conta própria, tornando possível a exploração onde não era seguro ou possível para mergulhadores humanos ir. Depois de enviar várias propostas para a NASA, em 2003 o DEPTHX foi financiado. Pouco tempo depois a Piedra-Sombra Corporation começou a fazer negócios como a Stone Aerospace em Del Valle, Texas. Após o sucesso da exploração autônoma pelo DEPTHX de vários cenotes no México, a NASA, em seguida, financiou o Projeto ENDURANCE, que passou duas temporadas explorando lagos congelados nos vales secos da Antártida. O Projeto VALKYRIE foi premiado com financiamento da NASA em 2010, e está atualmente nos estágios iniciais de desenvolvimento.